# 샤오팅 (1999년)
샤오팅(중국어: 沈小婷, 병음: Shěn Xiǎotíng 선샤오팅[*], 1999년 11월 12일 ~ )은 중국의 가수이자 무용가이며, Kep1er의 멤버이다.  소속사는 Top Class 엔터테인먼트이다. 2020년 중국 텐센트 비디오에서 주최한 걸그룹 결성 프로젝트 서바이벌 오디션 프로그램 《창조영 2020》에 참가하였으나 낙선하였다. 2021년 대한민국 엠넷 프로젝트 서바이벌 오디션 프로그램 〈걸스 플래닛 999〉에 참가하여 최종 9위 성적을 거두며 Kep1er로 데뷔하였다.

## 수상 내역 및 활동

### 프로그램
| 일시                       | 방송사        | 제목                                    | 각주   | 등수                                                                 | 비고                                |
| -------------------------- | ------------- | --------------------------------------- | ------ | -------------------------------------------------------------------- | ----------------------------------- |
| 2020년 5월 2일 ~ 7월 4일   | 텐센트 비디오 | 《창조영 2020》                         | 참가자 | 80등 (탈락)                                                          |                                     |
| 2021년 8월 6일 ~ 10월 22일 | 엠넷          | 《Girls Planet 999》                    | 참가자 | 9등 (데뷔)                                                           |                                     |
| 2022년 9월 9일 ~ 9월 12일  | MBC           | 《2022 추석특집 아이돌스타 선수권대회》 | 참가자 | 우승 (댄스스포츠 금메달)                                             | 아육대 첫 메달 & 첫 금메달          |
| 2023년 5월 17일            | MBC Sports+   | 《KBO 리그 두산 vs 키움》               | 시구자 |                                                                      | 한국프로야구 리그 첫 시구           |
| 2024년 9월 16일 ~ 9월 18일 | MBC           | 《2024 추석특집 아이돌스타 선수권대회》 | 참가자 | 우승 (육상 금메달) 우승 (양궁 혼성 금메달) 준우승 (육상 계주 은메달) | 아육대 2회 연속 금메달 & 대회 2관왕 |
| 2024년 9월 25일            | 시나 웨이보   | 《웨이보 뮤직 어워즈(WMA)》             | 수상자 | 올해의 (가장 기대되는) 가수상                                        | 웨이보 뮤직 어워즈 첫 수상          |